# Adesmia punctata
Adesmia punctata är en ärtväxtart som först beskrevs av Jean Louis Marie Poiret, och fick sitt nu gällande namn av Dc. Adesmia punctata ingår i släktet Adesmia och familjen ärtväxter.

## Underarter
Arten delas in i följande underarter:
- A. p. hilariana
- A. p. punctata